# Dieu, tu es là ? C'est moi, Margaret
Dieu, tu es là ? C'est moi Margaret ((en) Are You There God? It's Me, Margaret.) est un roman anglophone américain Young Adult de Judy Blume sorti en 1970.
On y suit Margaret, une jeune fille de sixième qui a grandi sans appartenance religieuse en raison du mariage interconfessionnel de ses parents. Le roman explore sa quête à la recherche d'une seule religion, tout en confrontant les problèmes typiques rencontrés par les jeunes adolescentes en pleine puberté, comme acheter son premier soutien-gorge, avoir ses premières règles et se sentir attirée par certains garçons. Le roman a été beaucoup contesté depuis les années 1980 et a fait parfois l'objet de censure pour la manière dont il aborde des sujets sexuels et religieux.
En France, il a été publié pour la première fois en 1986 par L’École des Loisirs avec une traduction de Michèle Poslaniec.

## Écriture
Le personnage de Margaret a été inspiré par l'expérience personnelle de l'autrice quand celle-ci était en sixième. Comme Margaret, Judy Blume n'a pas évolué physiquement à la même vitesse que ses camarades. Comme Margaret, elle avait une "relation très personnelle avec Dieu". Néanmoins, Judy Blume a dit que la vie de famille de Margaret venait de sa propre imagination et que sa propre famille était très différente de celle décrite dans le livre.

## Résumé
Margaret Simon est une jeune fille de onze ans, bientôt douze quand ses parents déménagent de New York à Farbrook, dans le New Jersey. La mère de Margaret est chrétienne, et son père est juif. Margaret a été éduquée sans affiliation particulière à l'une ou l'autre foi, et ne pratique aucune religion organisée. Néanmoins, elle prie fréquemment Dieu en commençant ses prières par "Dieu, tu es là ? C'est moi, Margaret !". Elle commence à se sentir mal à l'aise avec son manque d'affiliation religieuse. Pour un travail scolaire, elle décide de travailler sur les croyances religieuses, en espérant résoudre la question de sa propre foi dans le processus. Une partie de son travail inclus de visiter différents lieux de culte dans le but de mieux comprendre les pratiques de différentes religions et de voir si aucune ne pourrait être bien pour elle. Elle apprécie de passer du temps avec sa grand-mère paternelle, qui est juive, Sylvia Simon, qui aime Margaret pour qui elle est. Sylvia espère que Margaret va choisir le judaïsme après qu'elle l'ai amenée à la synagogue pour la célébration de Rosh Hashana.
Margaret se lie d'amitié avec Nancy, une voisine du même age, qui semble confiante et savante dans la discussions de beaucoup de sujets, incluant le sexe. Margaret, Nancy et deux autres filles, Gretchen et Janie forment un club secret appelé les "Four PTS's" où elles discutent de sujets comme les garçons, les soutiens-gorges, et les menstruations. Les filles attendent avec angoisse leurs premières règles en se préparant à l'avance en achetant des serviettes hygiéniques et en faisant des exercices pour augmenter la taille de leur poitrine. Gretchen et Nancy ont leurs premières règles, ce qui inquiète Margaret qui pense être anormale car elles ne les a toujours pas eues. Elle envie sa camarade de classe, Laura Denker qui, contrairement à elle, a déjà eu ses premières règles, et, selon Nancy, a une relation avec un très beau garçon plus âgé. Margaret et ses amies discutent et font des commérages à propos de Laura qui laisserait les garçons la toucher, mais Margaret regrette ses propos plus tard, en comprenant mieux ce que "être touchée" veut vraiment dire et après avoir découvert que Laura est une fervente catholique qui souffre des rumeurs sur son compte. Margaret est attirée par un garçon populaire de sa classe qui s'appelle Philip Leroy et ils s'embrassent en jouant à "deux minutes dans le placard" (un jeu similaire à sept minutes au paradis) à une fête. Après un certain temps, Margaret découvre que son amie Nancy, qui a l'air d'avoir tant confiance en elle, a ses propres insécurités et ment parfois. Par exemple, alors qu'elle avait dit à Margaret qu'elle avait eu ses premières règles en vacances, ses premières règles arrivèrent plus tard, alors qu'elle était dans un restaurant avec Margaret.
Bien que la famille de Margaret prévoit de passer les vacances d'été en Floride avec Sylvia, les grands-parents chrétiens conservateurs de Margaret, Mary et Paul Hutchins, qui avaient coupé contact avec la mère de Margaret depuis quatorze ans en raison de son mariage avec un homme juif, leur rendent visite le jour précédent leur départ pour la Floride. La mère de Margaret annule leurs vacances, en disant que "ce n'est pas la fin du monde" et qu'ils pourront toujours aller en Floride une autre fois. Bien que Margaret soit dévastée, elle essaye de montrer ses bonnes manières en présence de ses grands-parents. Mais quand ils lancent le sujet de la religion, une dispute éclate entre tout le monde, et Margaret explose, en déclarant qu'elle n'a pas besoin de religion ou de Dieu. Après cet évènement, Margaret cesse de parler à Dieu. Bien qu'à la fin de son projet scolaire, elle n'ait pas résolu la question de son identité religieuse comme elle le souhaitait, elle a appris beaucoup sur elle-même et est plus à l'aise vis à vis de son manque d'affiliation religieuse. Le dernier jour d'école, Margaret a ses premières règles. Rassurée, elle résume sa précédente relation avec Dieu en disant "Je sais que tu es là, Dieu. Je sais que tu n'aurais manqué ça pour rien au monde ! Merci, Dieu. Merci pour tout...".

## Personnages
- Margaret Simon : La protagoniste du roman. Enfant unique, c'est une jeune fille au début de sa puberté et qui commence à remarquer les garçons. Elle se pose des questions sur sa religion et sur laquelle elle veut suivre. Le livre prend fin avec les premières règles de Margaret.
- Barbara Simon (née Hutchins) : La mère de Margaret, chrétienne, femme au foyer qui aime la peinture.
- Herbert Simon : Le père de Margaret, juif, qui travaille dans les assurances.
- Sylvia Simon : La grand-mère paternelle de Margaret. Elle l'appelle "ma Margaret" et aimerait qu'elle devienne juive.
- Nancy Wheeler : La voisine et première amie de Margaret à Farbrook. Elle est la deuxième des quatre à avoir ses premières règles.
- Gretchen Potter : Une amie de Nancy dont le père est docteur. Elle est la première des quatre à avoir ses règles.
- Janie Loomis : Une autre fille du groupe d'amies de Margaret. Elle est la dernière du groupe à avoir ses règles.
- Evan Wheeler : Le grand frère de Nancy.
- Moose Freed : Ami d'Evan.
- Miles J. Benedict.: Le professeur de Margaret, qui est dans sa première année d'enseignement.
- Laura Danker : Une camarade de Margaret, grande et très développée pour son âge.
- Philip Leroy : Un camarade de Margaret dont elle est amoureuse au début.
- Mary et Paul Hutchins : Les grands-parents maternels chrétiens conservateurs de Margaret, qui ont renié leur fille pour avoir épousé un homme juif. Ils aimeraient que Margaret devienne chrétienne.

## Accueil

### Prix et distinctions
En 2010, le roman a été placé sur la liste du Time des 100 meilleurs romans de langue anglaise de tous les temps.
Il fait aussi partie de la liste du Time des 100 meilleurs romans Young-Adult de tous les temps,.

### Critiques et censure
Le roman a été beaucoup censuré dès 1980, en raison de sa discussion des sujets de la religion et de la sexualité, et à cause de critiques le jugeant profane et contenant des allégations anti-christianisme. Le livre est à la soixantième place des livres les plus fréquemment censurés dans les années 1990 de l'American Library Association (ALA), et à la place 99 des livres les plus censurés des années 2000.
Judy Blume fait aussi partie des auteurs les plus censurés du XXIe siècle.

## Suite
Le succès de ce roman a inspiré Judy Blume dans l'écriture d'un autre roman Et puis j'en sais rien ! (Then Again, Maybe I Won't) avec le point de vue d'un jeune garçon du même âge de Margaret, qui se questionne lui aussi sur la puberté, bien que sa transition de l'enfance à l'âge adulte soit assez différente de celle de Margaret.

## Parodies et références dans les médias
- Dans Ted Lasso, Saison 2 Épisode 9, La folle nuit de Beard. Dans la version originale, le personnage de Beard fait référence au titre en se réfugiant dans une église et en disant : “Are you there, God? It’s me, Margaret’s little boy”.
- Dans un épisode des Simpson, Bart vend son âme, on retrouve une référence au titre en version originale, quand le personnage de Bart dit "Are you there God? It's me, Bart Simpson.".
- Ryan Reynolds cite le titre du livre dans la version originale de Deadpool pendant une scène où Deadpool échappe à Colossus en coupant sa propre main. C'est une référence au thème des menstruations du roman.
- Dieu es-tu là ? C'est Jésus à l'appareil, ou en version originale Are You There God? It's Me, Jesus, est le titre d'un épisode de South Park.
- Dans l'épisode Joyeux Noël Charlie Manson !, seizième épisode de la deuxième saison de South Park on peut lire sur les livres qu'a écrits Manson "Are you there God? It's me, Manson".
- Are You There God, It's Me, Dean est le titre en anglais du 9e épisode de la première saison de la série The Venture Bros.
- Are You There, God? It's Me, Dean Winchester est le titre original du deuxième épisode de la septième saison de Supernatural.
- Are You There God? It's Me, Peter est le titre original du 20e épisode de la Saison 16 des Griffin.
- Are You There, Vodka? It's Me, Chelsea est le titre d'un livre de Chelsea Handler qui a inspiré la série télévisée Are You There, Chelsea?.
- Are You There, God? It's Me, Ellen est le titre d'une autobiographie d'Ellen Coyne, où elle s'interroge sur la religion catholique.

## Adaptation
Le roman a été adapté en long métrage avec Abby Ryder Fortson dans le rôle de Margaret, sous la direction et écrit par Kelly Fremon Craig,. Le film est sorti en salles en 2023 aux États-Unis.